# Arenosetella bassantae
Arenosetella bassantae is een eenoogkreeftjessoort uit de familie van de Ectinosomatidae. De wetenschappelijke naam van de soort is voor het eerst geldig gepubliceerd in 2001 door Mitwayy & Montagna.